# Siestă

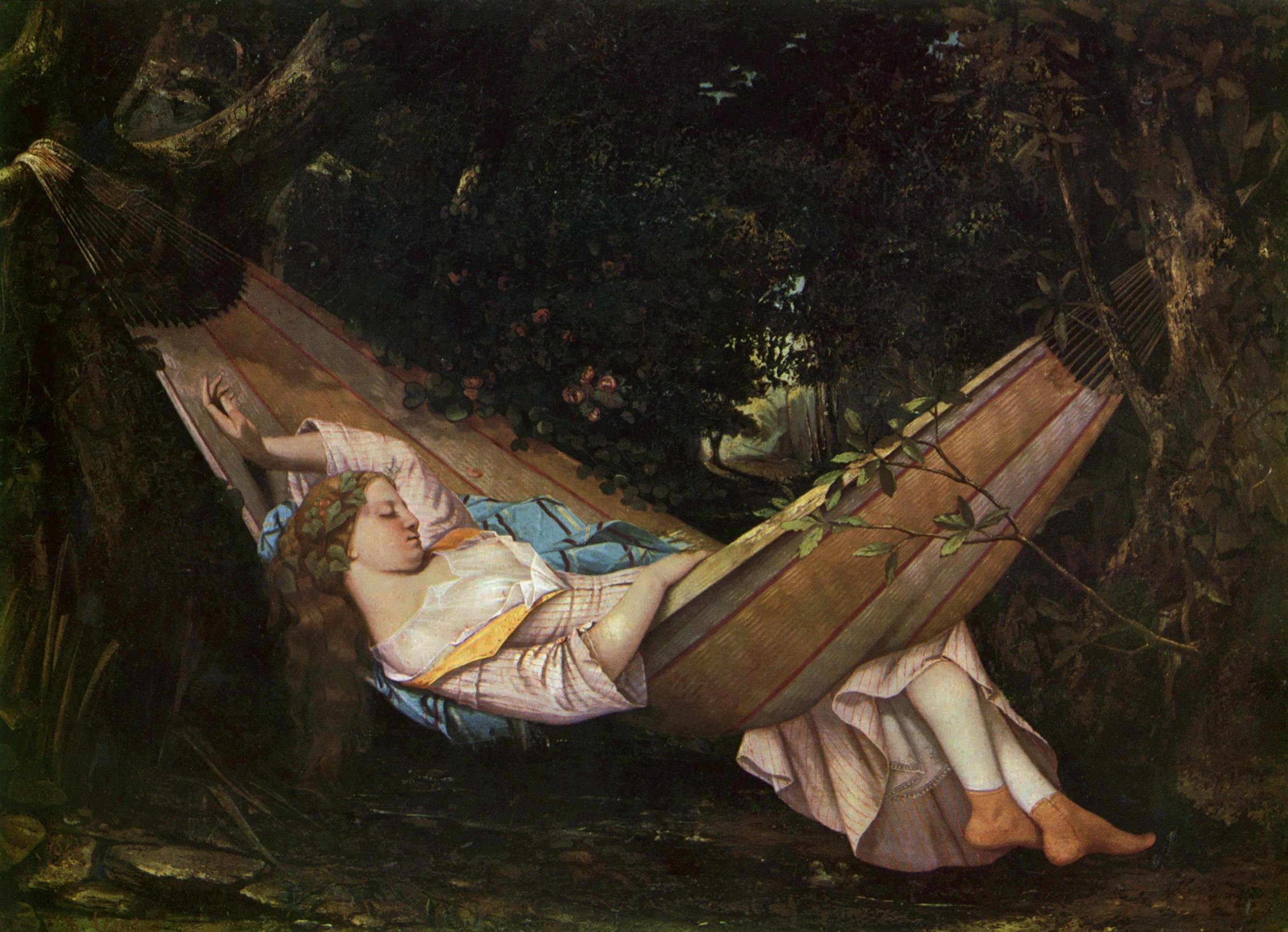
O fată își face siesta într-un hamac. Pictură de Gustave Courbet, 1844.

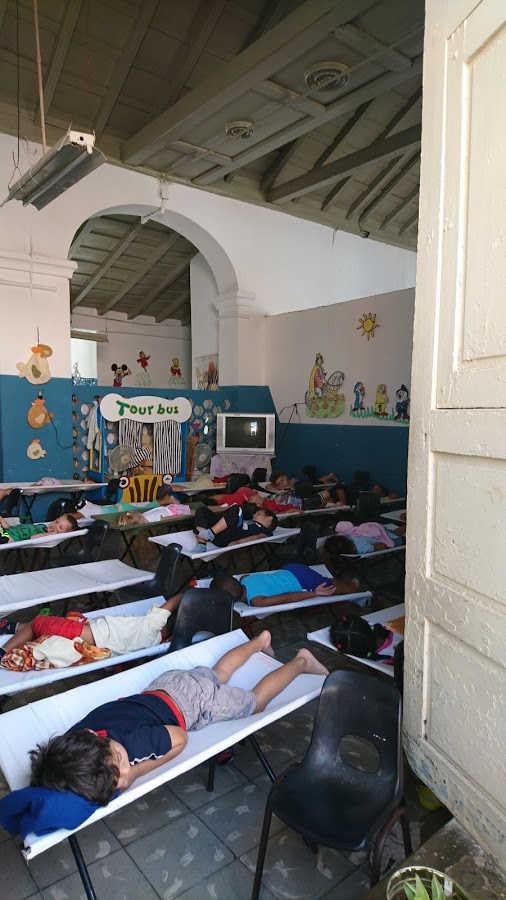
Elevi făcând siesta la o școală din Trinidad de Cuba.

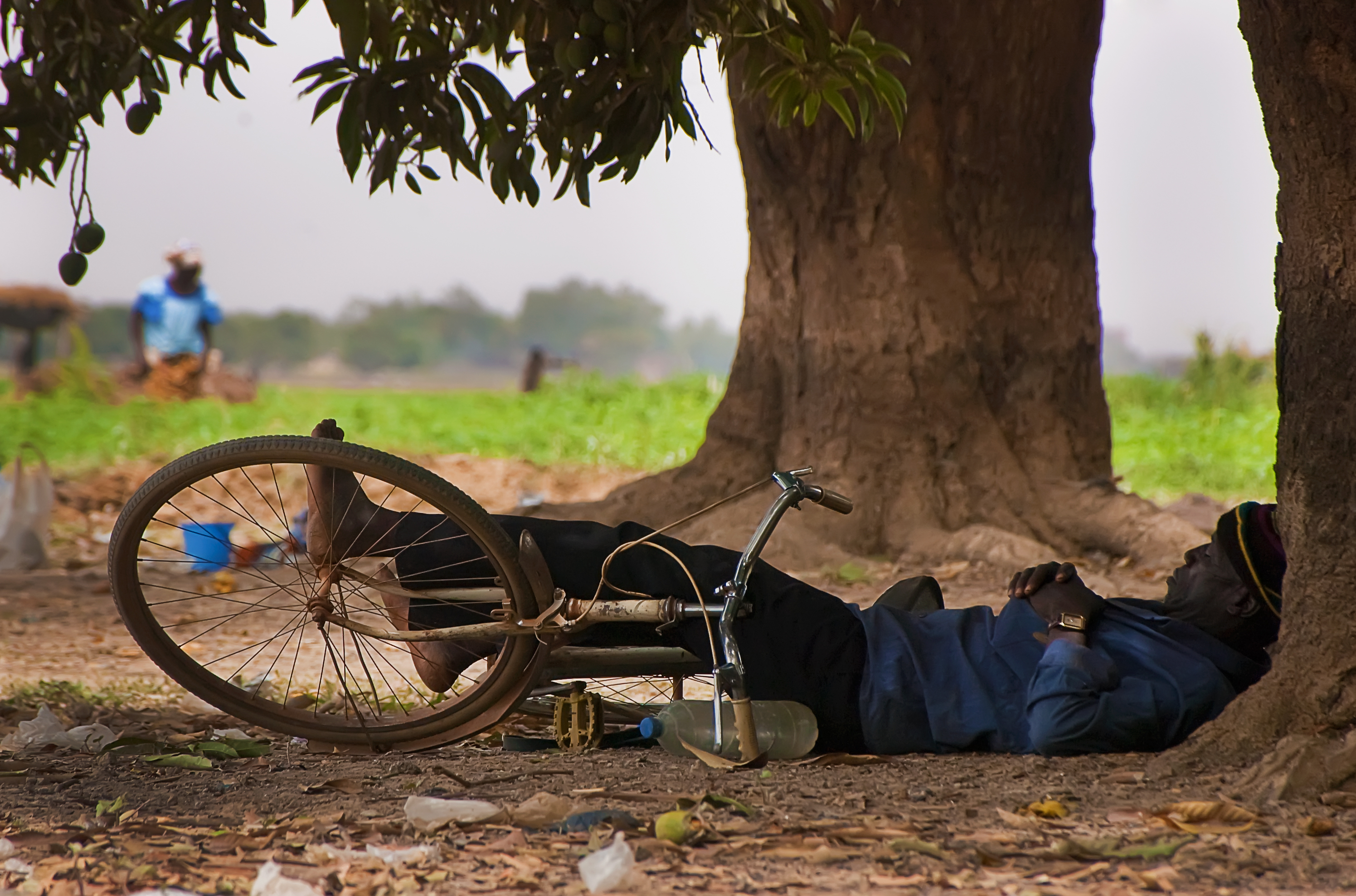
Bărbat din Burkina Faso făcând siesta

Siesta sau somnul de după-amiază este perioada cuprinsă între câteva minute și câteva ore de odihnă și somn după mâncarea prânzului. Siesta face parte din obiceiurile tradiționale ale multor țări mediteraneene, precum Spania, Portugalia, Grecia, Franța, țări din Orientul Mijlociu și nordul Africii, dar și în America Latină, China, Taiwan, Filipine. În unele dintre aceste țări, printre care Spania sau Portugalia, programul de lucru este întrerupt două ore la amiază, pentru siestă (între 14:00 și 17:00).
Motivul acestui obicei este dat de o necesitate biologică, din cauza solicitarii sistemului digestiv, fapt care provoacă somnolență. Durata siestei ar trebui să nu depășească 30 minute, pentru a nu provoca insomnii pe timpul nopții. S-a demonstrat științific că siesta ajută la îmbunătățirea stării de sănătate: ajutând circulația sangvină, memoria și capacitatea de învățare și combătând stresul și depresia. În afară de acestea, proporționează energie pentru a prelungi timpul de muncă.
Neologismul siestă provine din limba spaniolă și a intrat în limba română prin filieră franceză. În limba spaniolă cuvântul siestă este un derivat din expresia latină hora sexta, cu referire la ceasul al șaselea canonic (ora a șasea) din ritmul de rugăciune a călugărilor, fixat pentru miezul zilei. În limba română se mai face referință la siestă prin expresia a face amiaza.

## Referință
1. 1 2  http://dexonline.ro/definitie/siest%C4%83
2. ↑  ep (18 iulie 2011), Los beneficios de una siesta de 26 minutos (în spaniolă), abc
3. ↑  ↑ Ebert, D., K.P. Ebmeier, T. Rechlin, and W.P. Kaschka, "Biological Rhythms and Behavior", Advances in Biological Psychiatry. ISSN 0378-7354